# طير بينا يا قلبي (مسلسل)
طير بينا يا قلبي هو مسلسل كوميدي مصري من إخراج عصام نصار وبطولة ريم مصطفى، محسن محيي الدين، هالة فاخر، أحمد صيام، عمرو عبد العزيز، مصطفى هريدي ودنيا ماهر، صدر المسلسل في يوم 12 سبتمبر 2022 على قناة أون.

## نبذة
في إطار كوميدي تنشئ عائلة ثرية مدرسة إنترناشونال، ويسلط المسلسل الضوء على مشاكل المنظومة التعليمية، والفرق بين ذلك النوع من المدارس والمدارس الحكومية.